# Leucanthemum gaudinii
Leucanthemum gaudinii — вид рослин із родини айстрових (Asteraceae).

## Біоморфологічна характеристика
Стебла заввишки 10–40 см, часто з коричневими поздовжніми лініями, переважно одноголові. Листки ледь більше 3 см завдовжки, м'ясисті, зубчасті, верхні та середні злегка розширені над основою і перисті. Квіткові голови 3-3.5 см у діаметрі. Приквітки зазвичай мають темно-коричневі краї. 2n=18. Квітне у червні — серпні.

## Середовище проживання
Зростає у Європі (Австрія, Словаччина, Франція, Італія, Польща, Іспанія, Швейцарія, Україна, Чорногорія).